# Il Tulipano Nero - La Stella della Senna
Il Tulipano Nero - La Stella della Senna (ラ・セーヌの星?, Ra Senu no Hoshi, lett. "La Stella della Senna") è una serie televisiva anime giapponese, creata nel 1975 e in seguito trasposta in manga da Asuka Morimura, interrotto prima della conclusione.
Adatta a un pubblico infantile, la serie è stata creata su soggetto di Mitsuru Kaneko, con la regia di Yoshiyuki Tomino e Masaki Osumi, il character design di Akio Sugino e le musiche di Shunsuke Kikuchi. Frutto di una coproduzione Unimax/Sunrise, si compone di trentanove puntate ed è andata in onda per la prima volta in Giappone nel 1975. In Italia, è stata trasmessa per la prima volta su Italia 1 nel 1984.

## Trama
Nella Parigi all'alba della rivoluzione francese, Simone Lorène, una quindicenne figlia di due fiorai, viene avvicinata dal conte de Vaudreuil, che inspiegabilmente la prende in simpatia e le insegna l'arte della spada, facendola diventare in breve tempo una grandissima spadaccina. In realtà, il conte è a conoscenza di un incredibile segreto: quelli che Simone crede i suoi veri genitori sono genitori adottivi e lei è in realtà la figlia illegittima di una cantante lirica dell'Opera e dell'imperatore Francesco I, il padre della regina di Francia Maria Antonietta.
Quando la ragazza rimane orfana dei genitori, vittime di un ennesimo sopruso di nobili corrotti, il conte la adotta per farla diventare una nobile e per poterla proteggere meglio dagli intrighi di palazzo. Da quel momento, Simone frequenterà il convento delle suore di Panthémon, l'esclusiva scuola riservata alle ragazze della più alta nobiltà.
Purtroppo, anche il conte de Vaudreuil viene ucciso in un agguato. Da quel momento, Simone, con l'aiuto del fratello maggiore adottivo, Robert de Vaudreuil, alias lo spadaccino "Tulipano Nero", diventa l'eroina mascherata "Stella della Senna" e lo affiancherà nella lotta contro l'ingiustizia sociale che imperava nella società francese del tempo.
Iniziano così le tante avventure della Stella della Senna che, nel corso degli anni, diventerà una figura leggendaria, sempre a fianco della povera gente per difenderla dai soprusi dei nobili corrotti. Anche se, nel corso del tempo, Simone scopre di avere una sorellastra maggiore nella reggia di Versailles, non arriverà mai a sospettare che si tratti proprio di Maria Antonietta.
Passano gli anni e il clima politico in Francia si fa sempre più pesante per la nobiltà, e il re e la regina, che non si rendono conto della situazione e sono mal consigliati dai nobili che li circondano, compiono numerosi errori che esasperano sempre di più la popolazione. È in questa fase che Simone scopre finalmente chi sia veramente la sua sorellastra. Tenterà quindi di aiutare e di proteggere Maria Antonietta quando i fermenti popolari prenderanno una deriva anti-monarchica.
Con lo scoppio della rivoluzione, il re e la regina tentano di fuggire, ma vengono catturati e condannati a morte per tradimento. La Stella della Senna non può fare molto per loro, ma promette a Maria Antonietta di prendersi cura dei suoi due figli, dopo la sua morte. L'ultima avventura della Stella della Senna sarà quindi la liberazione dei piccoli Marie Thérèse e Louis-Charles. All'indomani della decapitazione della regina, Simone, Robert, Danton e i due bambini lasceranno per sempre Parigi per costruirsi una nuova vita insieme.

## Anime

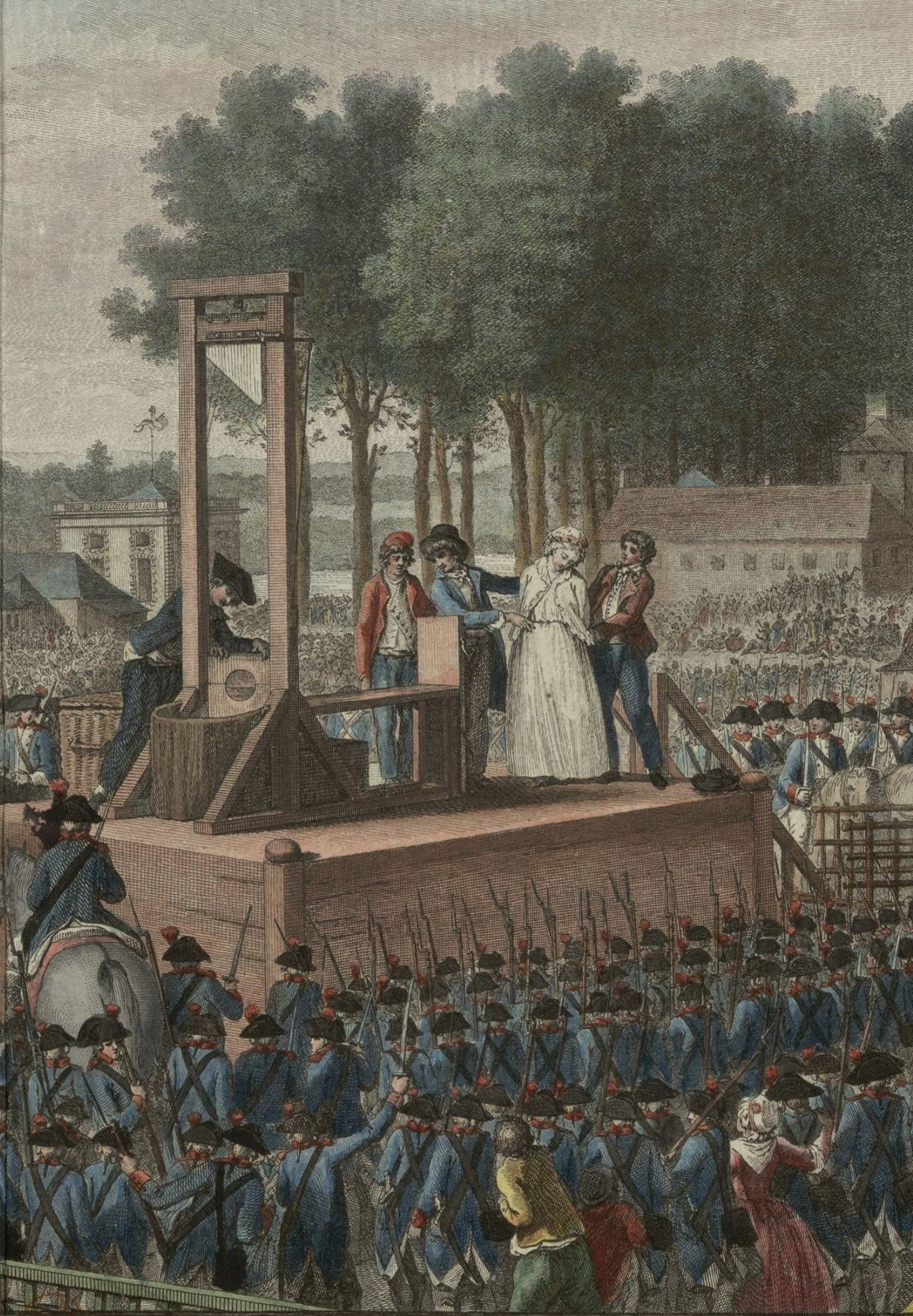
L'esecuzione di Maria Antonietta in Journée du 16 octobre 1793 di Isidore Stanislas Helman, rappresentata nella sigla di apertura dell'anime

In Giappone, il soggetto di questa serie fu creato direttamente per dare vita ad un anime che sfruttasse l'interesse per la rivoluzione francese, suscitato nel pubblico nipponico dal celebre manga Lady Oscar di Riyoko Ikeda, in attesa che l'autrice si decidesse a cederne i diritti per una versione animata. Al contrario, in Italia, questa serie è arrivata proprio sull'onda dell'enorme successo riscosso da Lady Oscar, l'anime successivamente tratto dal manga della Ikeda, ed è stata intitolata al protagonista maschile, il Tulipano Nero appunto, in quanto, probabilmente più familiare al pubblico italiano per il noto film omonimo con Alain Delon del 1964, ambientato nello stesso periodo, oltre che per il fatto che, nei primi episodi, apparisse di frequente. Quindi, la serie non ha nulla a che vedere con l'omonimo romanzo di Alexandre Dumas, ambientato oltre un secolo prima nei Paesi Bassi.
Durante le prime trasmissioni italiane la serie è stata intitolata semplicemente Il Tulipano Nero. Nel 2009 è stata trasmessa su Rai Gulp una nuova edizione, pubblicata l'anno prima in DVD con il titolo Il Tulipano Nero - La Stella della Senna: essa comprende un nuovo master e il prologo e le anticipazioni doppiati in italiano. Dal 13 luglio 2021 la serie è stata ritrasmessa su Italia 1 con il titolo Il Tulipano Nero e la Stella della Senna in una versione restaurata e per la prima volta in alta definizione.

### DVD
Nel 2006 DeAgostini, in collaborazione con Yamato Video, ha pubblicato la serie per il circuito delle edicole in tredici DVD modificando il titolo in Il Tulipano Nero - La Stella della Senna. Nel 2008 Yamato Video edita la versione integrale della serie in due box di quattro DVD cadauno, mantenendo sempre il titolo modificato Il Tulipano Nero - La Stella della Senna. Il 24 ottobre del 2012 in Giappone viene pubblicata per la prima volta la serie in DVD; come nella versione italiana, escono due box con quattro DVD cadauno. Nel 2016 Yamato Video, in collaborazione con Gazzetta dello Sport e Corriere della Sera, edita la serie in 10 DVD al seguito di 10 DVD della serie Lady Oscar. Il 22 novembre 2018 Yamato Video in collaborazione con Anime Factory, etichetta di proprietà Koch Media, distribuisce l'intera serie in un unico box da 10 DVD.

### Sigla italiana
La sigla italiana I ragazzi della Senna, scritta da Alessandra Valeri Manera e Augusto Martelli, è cantata da Cristina D'Avena. La versione incisa sul 33 giri Fivelandia contiene un errore nel testo («il 4 luglio c'è la rivoluzione»), poi corretto per tutte le pubblicazioni successive. Nel testo della sigla si colloca erroneamente lo scoppio della rivoluzione francese il 4 luglio, data della Dichiarazione di indipendenza degli Stati Uniti d'America, invece del 14 luglio. Durante le prime messe in onda, andò in sigla anche il verso contenente l'errore ma successivamente, con un montaggio, è stato saltato. La versione per la messa in onda televisiva e quella editata su dischi hanno inoltre una differenza di arrangiamento: la prima rimane a tutt'oggi inedita su qualsiasi supporto.

### Doppiaggio
| Personaggio                            | Doppiatore originale | Doppiatore italiano |
| -------------------------------------- | -------------------- | ------------------- |
| Simone Lorène (La Stella della Senna)  | Terumi Niki          | Cinzia De Carolis   |
| Robert de Vaudreuil (Il Tulipano Nero) | Taiichiro Hirokawa   | Carlo Cosolo        |
| Danton                                 | Masako Nozawa        | Fabrizio Vidale     |
| Maria Antonietta                       | Reiko Mutoh          | Sonia Scotti        |
| Jeroule                                | Kiyoshi Kobayashi    | Giancarlo Padoan    |
| Conte de Vaudreuil                     | Mikio Terashima      | Dario De Grassi     |
| Mirand                                 | Kei Tomiyama         | Vittorio Guerrieri  |
| Paul Lorène                            |                      | Diego Michelotti    |

## Manga

Copertina del primo volume dell'edizione italiana, raffigurante il Tulipano Nero e la Stella della Senna

Dalla serie televisiva è stato tratto un manga scritto e illustrato da Asuka Morimura e pubblicato da Big Bird Comics nel 1975. L'opera è rimasta incompiuta e si compone di tre volumi tankōbon. Tra il 2013 e il 2014 la casa editrice Fukkan Dot Com ha ristampato il manga in due volumi.
Un adattamento a fumetti italiano, differente da quello giapponese, venne pubblicato sul Corriere dei Piccoli a partire dal nº 9 del 26 febbraio 1984, all'epoca della trasmissione italiana della serie animata.
In Italia il manga originale è stato annunciato da J-Pop al Napoli Comicon 2018 ed è stato pubblicato dal 3 ottobre dello stesso anno in un box contenente tutti e due i volumi, i quali si basano sulla ristampa giapponese del 2013-2014.
| Nº | Data di prima pubblicazione | Data di prima pubblicazione | Data di prima pubblicazione |
| Nº | Giapponese                  | Italiano                    | Italiano                    |
| -- | --------------------------- | --------------------------- | --------------------------- |
| 1  | 20 agosto 1975              | 3 ottobre 2018              | ISBN 978-88-3275-383-7      |
| 2  | 10 ottobre 1975             | 3 ottobre 2018              | ISBN 978-88-3275-524-4      |
| 3  | 1975                        | -                           | -                           |